# Sextonville (Wisconsin)
Sextonville es un lugar designado por el censo ubicado en el condado de Richland en el estado estadounidense de Wisconsin. En el Censo de 2019 tenía una población de 437 habitantes y una densidad poblacional de 242,86 personas por km².

## Geografía
Sextonville se encuentra ubicado en las coordenadas 43°16′47″N 90°17′32″O / 43.27972, -90.29222. Según la Oficina del Censo de los Estados Unidos, Sextonville tiene una superficie total de 2.27 km², de la cual 2.27 km² corresponden a tierra firme y (0%) 0 km² es agua.

## Demografía
Según el censo de 2010, había 551 personas residiendo en Sextonville. La densidad de población era de 242,86 hab./km². De los 551 habitantes, Sextonville estaba compuesto por el 95.1% blancos, el 0.18% eran afroamericanos, el 0.91% eran amerindios, el 0.73% eran asiáticos, el 0% eran isleños del Pacífico, el 1.27% eran de otras razas y el 1.81% pertenecían a dos o más razas. Del total de la población el 3.63% eran hispanos o latinos de cualquier raza.